# NGC 3294
NGC 3294 ist eine Spiralgalaxie vom Hubble-Typ Sc im Sternbild Kleiner Löwe am Nordsternhimmel, die schätzungsweise 69 Millionen Lichtjahre von der Milchstraße entfernt ist.
Das Objekt wurde am 17. März 1787 von dem deutsch-britischen Astronomen William Herschel entdeckt.